# Himmelsthür
Himmelsthür ist ein Stadtteil der niedersächsischen Kreisstadt Hildesheim mit etwa 6500 Einwohnern. Zusammen mit den schon vor der 1974 erfolgten Eingemeindung zu Hildesheim gehörenden Flächen im Bereich der Sandstraße und der Straße am Kupferstrange nördlich der B 1 und westlich der Innerste bildet er eine von 14 Ortschaften der Stadt. Hier befindet sich aufgrund des Namens ein Weihnachtspostamt.

## Geographie
Himmelsthür liegt unmittelbar südlich der Giesener Berge und nördlich des Gallberges. Es grenzt im Süden an den Stadtteil Moritzberg, im Osten an Steuerwald, im Westen an Sorsum und den Giesener Ortsteil Emmerke und im Norden an Giesen. Himmelsthür wird in etwa im Osten durch die B 6 eingegrenzt, im Süden durch die B 1, welche den Ort streift. Es ist ein ehemaliges katholisches Stiftsdorf (so genanntes Kleines Stift).
Himmelsthür liegt an der Bahnstrecke Lehrte–Nordstemmen und der Hildesheimer Schleife (Sorsum – Himmelsthür).

## Geschichte
Erstmalige urkundliche Erwähnung 1022 als Hemethesdoron. Hier standen etliche Hofstellen im Eigentum des Hildesheimer Bischofs Bernward. Nachdem dieser im Jahre 1022 mehrere Hofstellen dem Hildesheimer Michaeliskloster verschenkt hatte, errichtete das Kloster hier schon bald einen eigenen Wirtschaftshof (Klosterhof) sowie eine Kapelle.
Bis etwa zum Jahre 1100 erwarben daneben auch andere Hildesheimer Klöster, Stifte und Kirchen einige Besitzungen in Himdisdore und bauten diese Hofstellen aus. Die einzelnen Hofstellen, von denen es um 1600 ungefähr 30 gab, waren nur durch eine Fahrstraße untereinander und mit dem Klosterhof verbunden. Im Dreißigjährigen Krieg wurde rund die Hälfte von ihnen zerstört. Ab 1661 wurde das Dorf, das im Gegensatz zu vielen anderen Dörfern im Raum Hildesheim kein Haufendorf, sondern eine Streusiedlung war, durchgehend „Himmelsthür“ genannt. 1730 wohnten in Himmelsthür ungefähr 500 Menschen.
Im Zweiten Weltkrieg wurde im Klostergut ein Vorratslager der Wehrmacht eingerichtet. Möglicherweise war dies der Grund dafür, dass Himmelsthür mehrmals Ziel von Luftangriffen wurde und ausgedehnte Zerstörungen erlitt: Am 29. September 1940 wurde das Frauenheim Lindenhof durch sechs Sprengbomben beschädigt, so dass es geräumt werden musste. Zwei Menschen wurden verletzt. Im Dorf wurden in der Schulstraße und der Unteren Dorfstraße große Sachschäden angerichtet. Bei dem ersten direkten Luftangriff auf Hildesheim am 29. Juli 1944 fielen auch vereinzelte Bomben auf Himmelsthür, so dass wieder erheblicher Sachschaden entstand. Der zweite Angriff auf die Stadt am 14. August 1944 verursachte weitere Schäden in Himmelsthür: Die nördliche Mauer des Klostergutes wurde beschädigt, ebenso Häuser am Linnenkamp, der damals noch „Hafenstraße“ hieß.
Durch einen Bombenangriff auf die Bahnlinie wurde der Ort am 15. März 1945 durch Sprengbomben stark zerstört, u. a. die katholische Pfarrkirche St. Martinus und die Schule. Bei dem letzten und schwersten Luftangriff auf Hildesheim vom 22. März 1945 entstanden durch Brandbomben erneut große Schäden im Dorf, und drei Menschen kamen ums Leben. Von 224 Gebäuden wurden 118 zerstört und weitere 98 beschädigt, während acht unbeschädigt blieben. Kein anderes Dorf im Landkreis Hildesheim wurde im Zweiten Weltkrieg so stark zerstört wie Himmelsthür.
Ab 1971 war Himmelsthür Sitz der Samtgemeinde Güldener Winkel. Zu dieser Samtgemeinde gehörten die früheren Gemeinden Emmerke, Groß Escherde, Himmelsthür und Klein Escherde.
Am 1. März 1974 wurde Himmelsthür im Zuge der Gebietsreform in Niedersachsen nach Hildesheim eingemeindet. Am 31. Dezember 2005 hatte es 6704 Einwohner.

## Religion
Das Dorf gehörte zum Kleinen Stift Hildesheim und war daher stets katholisch geblieben. Bei der Volkszählung von 1895 wohnten in Himmelsthür, das über eine katholische, jedoch über keine evangelische Pfarrkirche verfügte, 1538 Menschen. 1910 hatte Himmelsthür 1721 Einwohner, von denen 1128 katholisch und 593 evangelisch waren. 1930 hatte Himmelsthür 1850 Einwohner, 1939 betrug die Einwohnerzahl 2239.
Durch den Zuzug vieler Heimatvertriebener nach 1945 und den allgemeinen Bevölkerungsaustausch mit anderen Hildesheimer Stadtteilen verloren die Katholiken die Bevölkerungsmehrheit. Zum Zeitpunkt der Eingemeindung 1974 lebten in Himmelsthür 3645 Protestanten und 2728 Katholiken.
In Himmelsthür stehen
- die katholische Kirche St. Martinus
- die evangelische Pauluskirche und
- die Kirche der Entschlafung der Gottesmutter mit dem Kloster der Allheiligen Gottesgebärerin, ehemalige serbisch-orthodoxe Bischofskirche für Mitteleuropa

Der Bernwardshof wurde von 1904 bis 2015 von der Kongregation der Barmherzigen Schwestern vom hl. Vinzenz von Paul in Hildesheim genutzt und danach zu Wohnzwecken umgebaut.

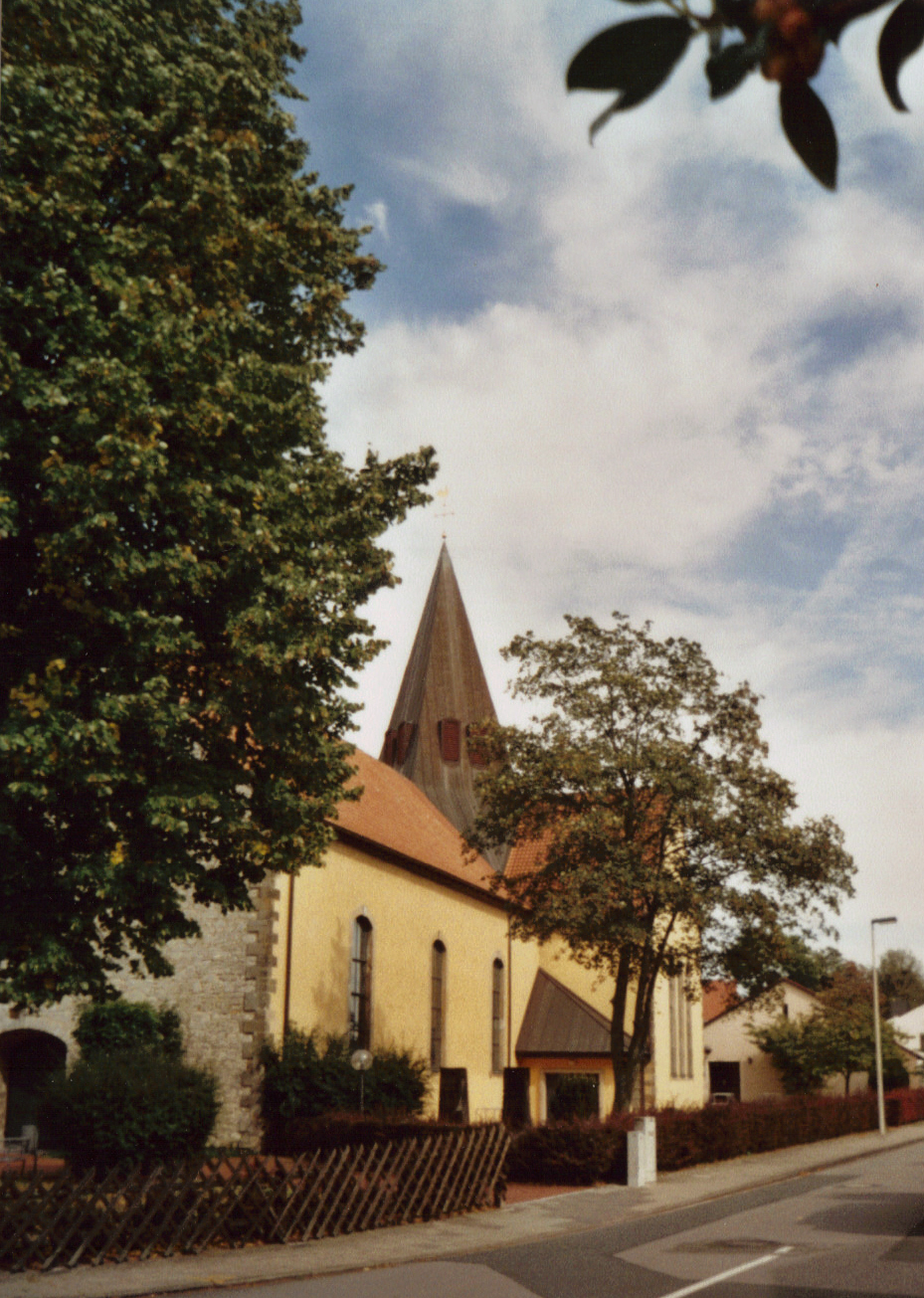
St.-Martinus-Kirche: 1945 zerstört, 1948 wieder aufgebaut
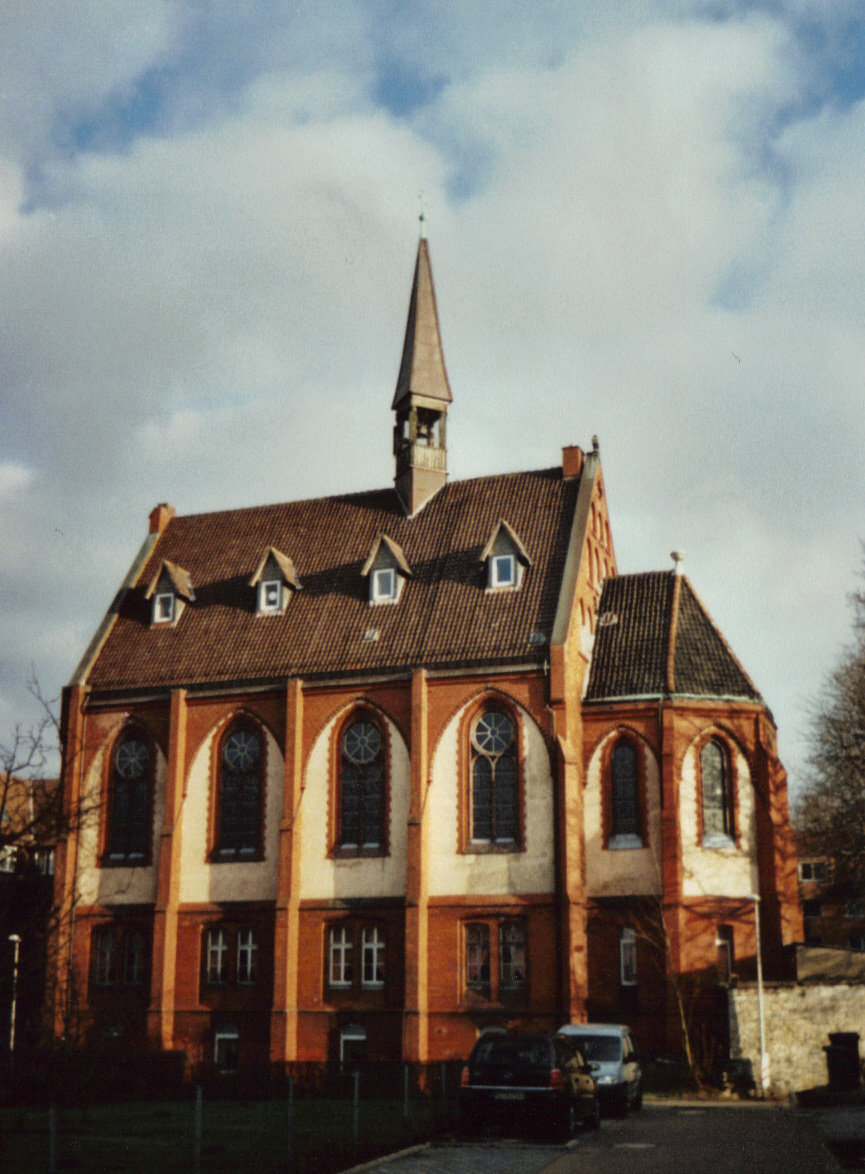
Die Serbisch-Orthodoxe Mariä-Entschlafens-Kirche
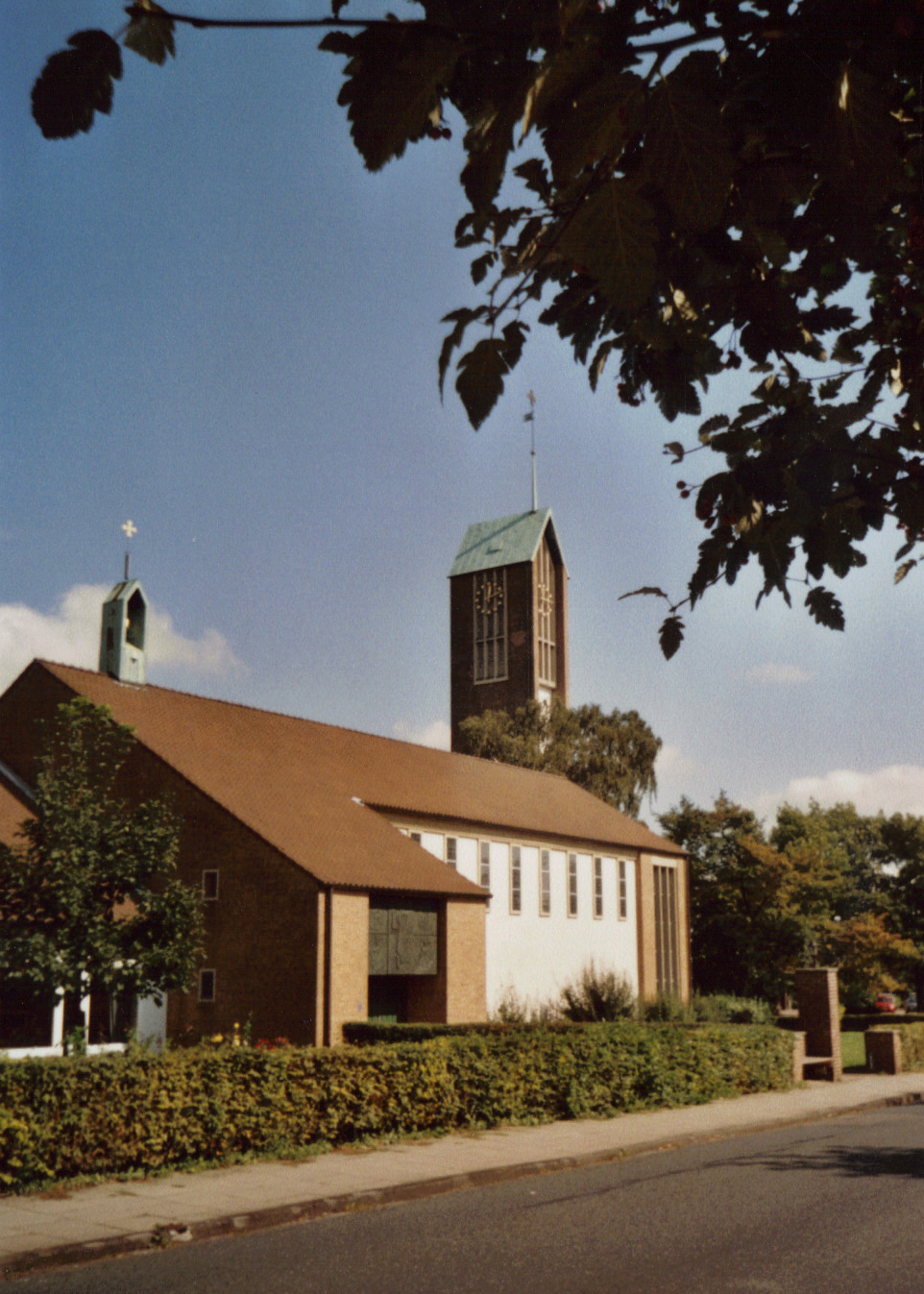
Die Pauluskirche mit ihrem markanten Turm prägt entscheidend das Ortsbild von Hildesheim-Himmelsthür
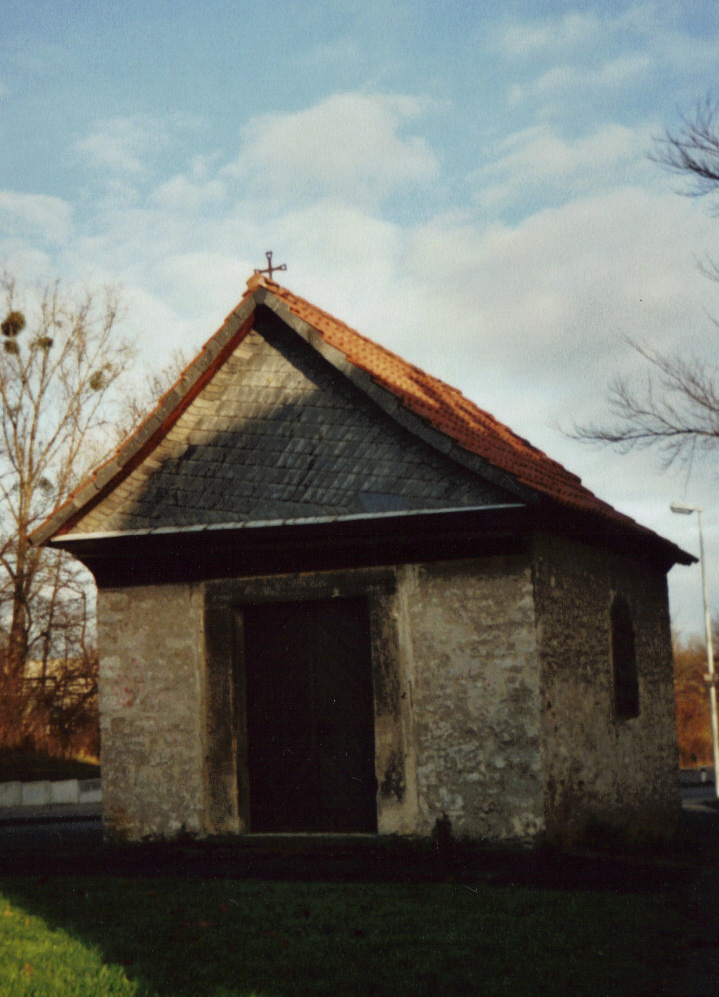
Josephskapelle

## Politik

### Ortsrat
Der Ortsrat, der Himmelsthür vertritt, setzt sich aus elf Mitgliedern zusammen. Die Ratsmitglieder werden durch eine Kommunalwahl für jeweils fünf Jahre gewählt.

Bei der Kommunalwahl 2021 ergab sich folgende Sitzverteilung:
| Ortsrat 2021Insgesamt 11 Sitze - SPD: 3 - Grüne: 2 - FDP: 1 - CDU: 5 |

### Ortsbürgermeister
Ortsbürgermeister ist Christian Stock (CDU), Stellvertretende Ortsbürgermeister sind Ludwig Bommersbach (SPD) und Michaela Brandes (CDU).

### Wappen
Das Himmelsthürer Wappen zeigt ein goldenes Gehörn (Sechsender) auf rotem Grund.

## Kultur und Sehenswürdigkeiten

### Bauwerke
Himmelsthür ist seit weit mehr als 30 Jahren bekannt für sein Himmlisches Postamt (erstes deutsches Weihnachtspostamt). Die Himmelsthürer Postfiliale wurde zwar ungeachtet vieler Proteste durch die Deutsche Post AG geschlossen, weihnachtliche Briefe „An den Weihnachtsmann in Himmelsthür, 31137 Hildesheim“ werden aber auch weiterhin beantwortet.
Einer der beiden Finder des Hildesheimer Silberfunds kam aus Himmelsthür und erwarb hier Eigentum. Die Silberfinderstraße in Himmelsthür erinnert daran.
Dass Himmelsthür ursprünglich ein überwiegend katholisches Dorf war, zeigen auch heute noch mehrere Bildstöcke und Wegkreuze, z. B. in der Unteren Dorfstraße oder an der Ecke Jahnstraße/Breslauer Straße.

An der Oberen Dorfstraße 12 gründete der evangelische Theologe und Pastor Bernhard Isermeyer 1888 ein Frauenheim für heimatlose Frauen, für das 1902 im Stil der Neogotik eine eigene und weithin sichtbare Kirche erbaut wurde. Die Diakonie Himmelsthür zog 1974 nach Hildesheim-Sorsum um. Die Kirche wurde nach verschiedenen Umbaumaßnahmen 1979 zur Serbisch-orthodoxen Bischofskirche für Mitteleuropa geweiht. Dort befindet sich auch das Kloster der Allheiligen Gottesmutter, Diözesansitz.
Vom Wirtschaftshof des Klosters St. Michael sind lediglich eine 1727 erbaute, zweistöckige Scheune aus Bruchsteinen und eine barocke Toranlage – beides an der Silberfinderstraße – erhalten. Zum Wirtschaftshof gehörte auch das vermutlich im 18. Jahrhundert erbaute Fachwerkhaus Blumenbergscher Hof in der Altenau 12, das laut einer Inschrift nach dem Bauherrn benannt wurde.
Das markanteste Gebäude in der Mitte Himmelsthürs ist die evangelische Pauluskirche mit ihrem weithin sichtbaren 42 m hohen Turm. Ihr Grundstein wurde am 12. Oktober 1958 durch den Landesbischof Hanns Lilje gelegt. Das Richtfest war bereits am 18. Dezember 1958, und die Einweihung erfolgte am 21. November 1959.
Die katholische Kirche St. Martinus in der Unteren Dorfstraße/Ecke Schulstraße wurde 1747 im Barockstil erbaut und am 15. März 1945 durch Bomben zerstört. Der Wiederaufbau begann im Frühjahr 1948, und das Richtfest konnte am 24. Oktober 1948 gefeiert werden. Am 16. Juli 1950 erfolgte die Wiedereinweihung. Da die Zahl der Gemeindemitglieder nach dem Zweiten Weltkrieg stark anwuchs, wurde St. Martinus in den 1960er Jahren vergrößert, die Umbauarbeiten wurden am 3. April 1965 mit der Wiedereinweihung abgeschlossen. In den 1990er Jahren erhielt die Kirche einen neuen, elf Meter hohen Vierungsturm, der im Oktober 1993 vollendet wurde.
Die kleine Flurkapelle St. Joseph im östlichen Teil der heutigen Jahnstraße stand früher fast zwei Kilometer abseits des Dorfes, ist jedoch heute von Wohnhäusern und Schulgebäuden umgeben. Sie wurde 1744 erbaut mit einer Grundfläche von 6,5 × 4,8 m aus heimischen Bruchsteinen und hat ein mit Schiefer gedecktes Satteldach, auf dem ein kleines Kreuz angebracht ist. An ihrem im Westen befindlichen Eingang sind abgesehen von der Jahreszahl 1744 die Monogramme der Heiligen Familie zu sehen, ähnlich wie am Türbalken des Blumenbergschen Hofes. Auf jeder Längsseite befindet sich ein bogenförmiges Fenster. Ursprünglich hatte die Kapelle eine Rokokoausstattung mit Stuckdecke und einen holzgeschnitzten Altar aus dem frühen 19. Jahrhundert, vor dem links und rechts jeweils zwei Kniebänke standen. Heute dient sie als Station bei Prozessionen.
Das Denkmal für die Gefallenen des Ersten Weltkrieges in der Straße „Am Osterberg“ wurde in den 1950er Jahren durch den Architekten Christoph Naue und den Bildhauer Ueckert umgestaltet. Neben Gedenktafeln mit den Namen der Gefallenen und Vermissten beider Weltkriege ist auch ein Relief zu sehen, das an die Zerstörungen des Krieges und an die Leiden der Zivilbevölkerung erinnert.

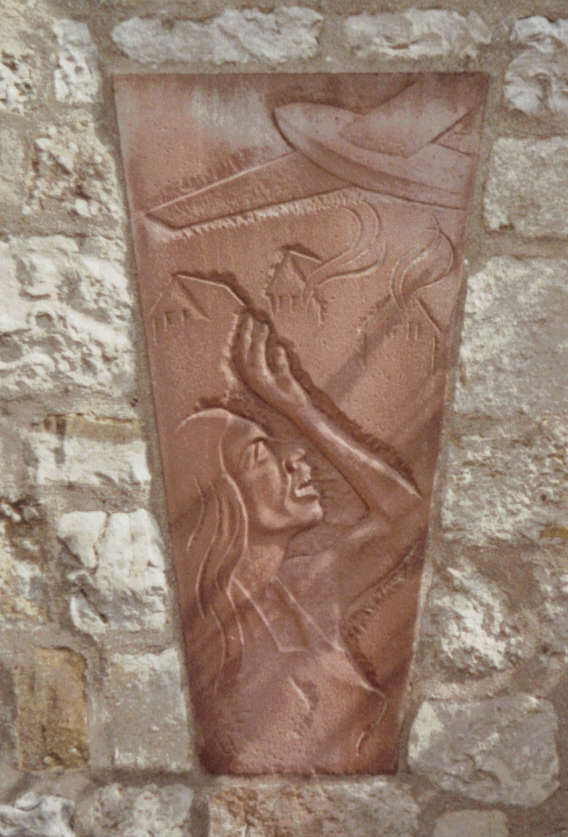
Relief am Ehrenmal in der Straße „Im Kirschenhain“ zur Mahnung und Erinnerung an die Weltkriege
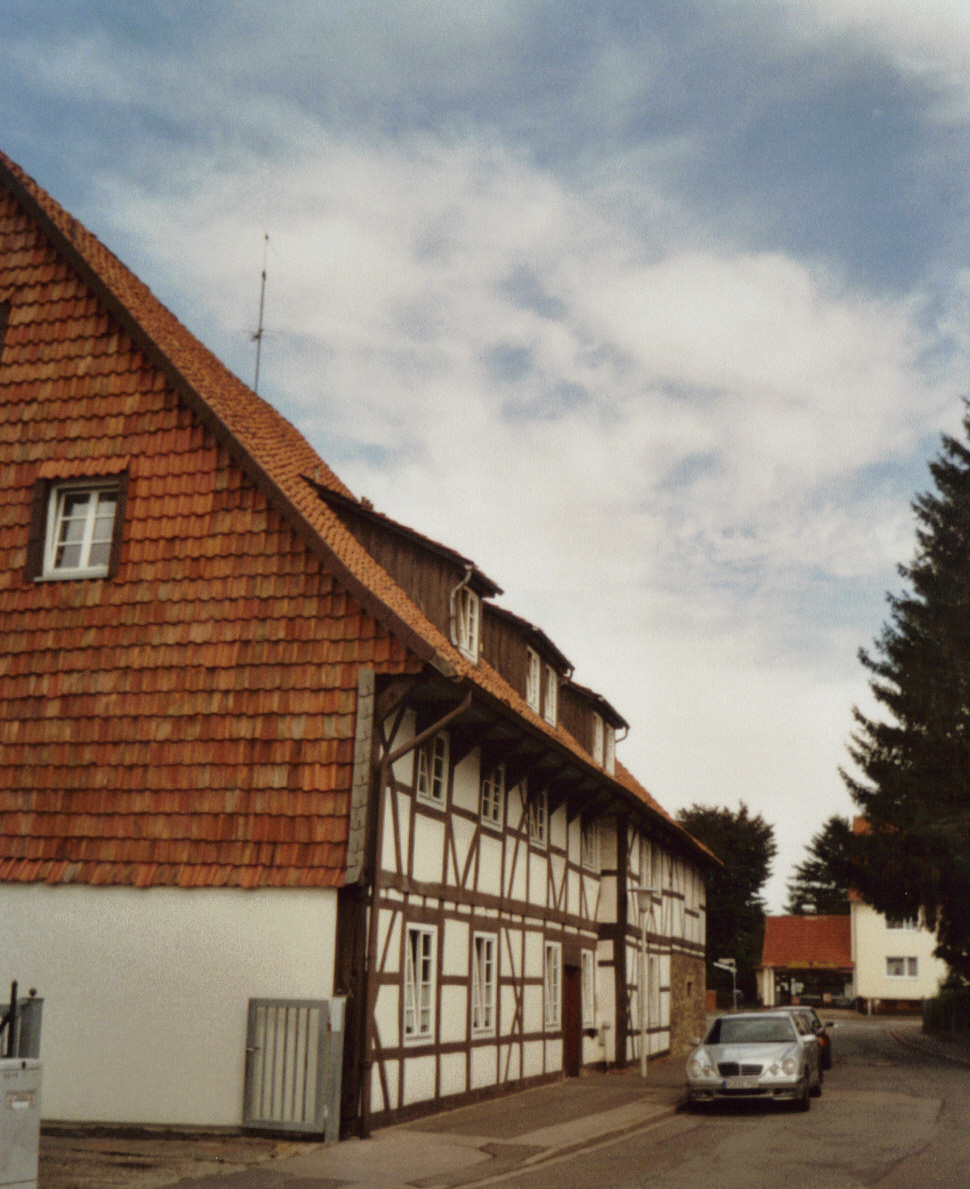
Blumenbergscher Hof
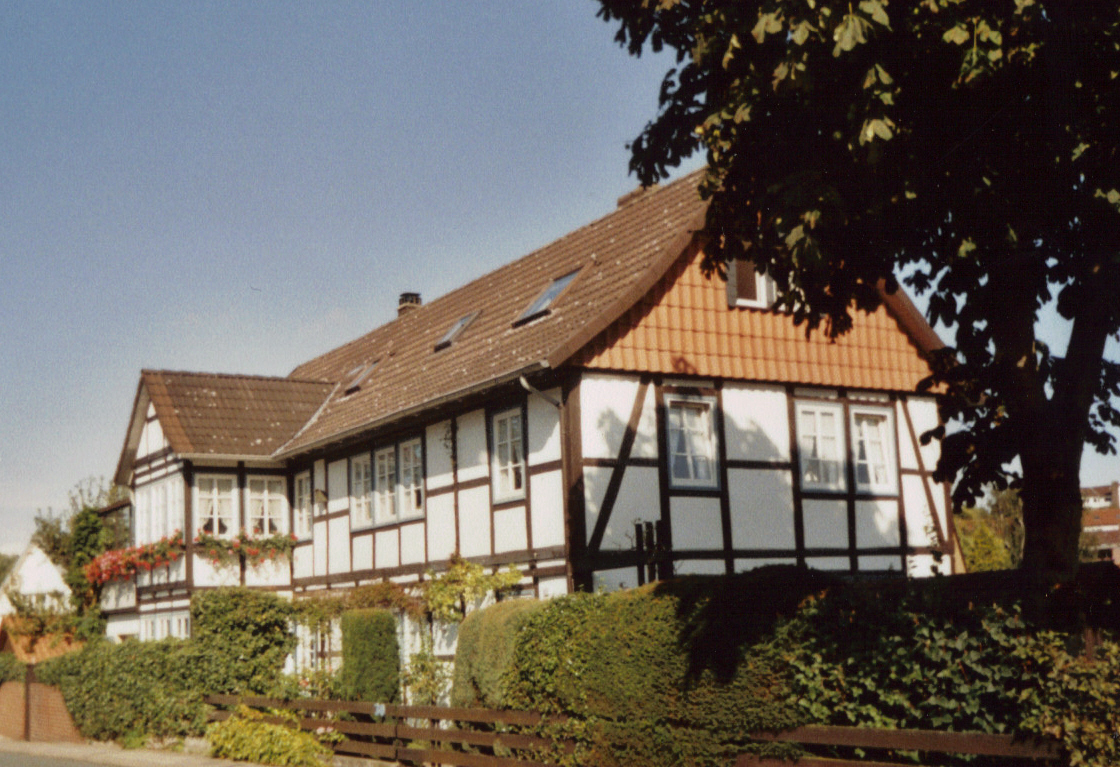
Alt Himmelsthür: Schulstraße

### Sport
- Schwimmhalle
- verschiedene Tennishallen
- vier Sporthallen
- TuS Grün Weiß Himmelsthür

## Wirtschaft und Infrastruktur
- Schulen
  - zwei Grundschulen (Gemeinschafts- und Katholische St. Martinus Schule)
  - Hauptschule
  - Realschule
  - Gymnasium

- zwei Kindergärten (städtisch und katholisch)
- Vereine
  - Bürger für Himmelsthür e. V.
  - Freiwillige Feuerwehr Himmelsthür
  - Musikverein Himmelsthür von 1925 e. V.
  - KKS Himmelsthür e. V.